# Jang Jung
Jang Jung (čínsky pchin-jinem Yáng Yǒng, znaky tradiční 楊勇; 28. října 1913 – 6. ledna 1983) byl čínský komunistický voják a politik, účastník čínské občanské války a čínsko-japonské války, v nichž dosáhl až na velení armádám. Po vzniku Čínské lidové republiky byl předsedou vlády provincie Kue-čou (1949–1954), v letech 1953–1958 působil v Koreji postupně jako velitel sboru, náčelník štábu čínských vojsk a velitel čínských vojsk v Koreji. Po návratu do Číny velel Pekingskému vojenskému okruhu (1958–1963) a byl zástupcem náčelníka generálního štábu čínské armády (1959–1966). Za kulturní revoluce byl pronásledován a odvolán z úřadů. Roku 1972 byl rehabilitován a vrátil se do vysokých vojenských funkcí, velel Sinťiangskému vojenskému okruhu (1973–1977), opět byl zástupcem náčelníka generálního štábu (od 1977). V letech 1979–1982 působil i ve vedení ústřední vojenské komise KS Číny a roku 1982 byl zvolen tajemníkem sekretariátu ústředního výboru KS Číny.

## Život
Jang Jung se narodil 3. ledna 1911 v okresu Liou-jang na východě provincie Chu-nan v rolnické rodině. Roku 1927 vstoupil do Komunistického svazu mládeže, roku 1929 byl důstojníkem v 15. divizi nacionalistických vojsk, v prosinci 1929 jeho jednotka v Kuang-si zběhla ke komunistům a v připojila se k 7. sboru čínské Rudé armády (organizovaném Teng Siao-pchingem), Jang Jung vzápětí roku 1930 vstoupil do Komunistické strany Číny a čínské Rudé armády.
Roku 1930 7. sbor za velkých ztrát ustoupil z Kuang-si k hlavním silám Rudé armády v Ťiang-si a jeho zbytky byly začleněny do 3. sboru (velitel Pcheng Te-chuaj). V řadách Rudé armády Jang Jung rychle postupoval, působil jako důstojník a komisař na úrovni roty a praporu, od roku 1933 byl komisařem pluku ve 3. sboru. Účastnil se obrany centrální sovětské oblasti v Ťiang-si během obkličovacích kampaní. Účastnil se Dlouhého pochodu, v bojích při čtyřech přechodech řeky Čch’-šuej byl zraněn. Během pochodu byl jmenován komisařem 10. brigády 2. kolony, po jeho skončení se stal komisařem divize v 1. sboru (velitel Lin Piao). V bojích druhé čínsko-japonské války sloužil zprvu jako zástupce velitele pluku ve 343. brigádě 115. divize 8. pochodové armády, od roku 1938 převzal velení pluku. Později se stal velitelem a komisařem brigády ve 115. divizi, bojoval v západním Šan-tungu pod velením Jang Te-č’ho. Poté studoval na vojenské akademii v Jen-anu a na ústřední stranické škole. Roku 1944 byl jmenován zástupcem velitele vojenského okruhu Ťi-Lu-Jü, od roku 1945 velel 7. koloně zformované ve vojenském okruhu Ťin-Ťi-Lu-Jü (velitel okuhu Liou Po-čcheng, komisař Teng Siao-pching) a účastnil se bojů s kuomintangskými armádami. Roku 1947 byla jeho kolona sloučena s 1. kolonou, přičemž převzal velení spojených vojsk a vedl je k dobytí severu Che-nanu, pak za neustálých bojů postupoval na jih ke Žluté řece a pak k Jang-c’-ťiang. Roku 1948 byla jeho vojska reorganizována v 5. armádu (komisařem jeho kolony i armády byl Su Čen-chua) ve 2. polní armádě (velitel Liou Po-čcheng, komisař Teng Siao-pching) a zúčastnil se bitev na přechodu přes řeku Jang-c'-ťiang, kde dobyl více než 20 měst, například Čchü-čou, Ťing-te-čen, Šang-žao atd. V listopadu 1949 táhl na jihozápad Číny a po dobytí Kuej-čou vedl hlavní síly 5. armády a část 3. armády, aby se zúčastnily bitvy o Čcheng-tu.
Po zřízení Čínské lidové republiky byl v prosinci 1949 jmenován předsedou lidové vlády Kuej-čou a velitelem kuejčouského vojenského obvodu. Od konce roku 1950 studoval na Vojenské akademii ČLOA. V dubnu 1953 byl přeložen do Koreje, kde velel 20. sboru armády čínských dobrovolníků. V únoru 1954 byl Jang Jung jmenován zástupcem velitele a náčelníkem štábu Čínské lidové dobrovolnické armády v Koreji a v dubnu 1955 se stal velitelem dobrovolnické armády. Při zavedení vojenských hodností roku 1955 obdržel hodnost generálplukovníka. Na VIII. sjezdu KS Číny roku 1956 byl zvolen kandidátem ústředního výboru. V říjnu 1958 se vrátil z Koreje do Číny a převzal velení nad Pekingským vojenským okruhem (do 1963). Od října 1959 byl současně zástupcem náčelníka generálního štábu ČLOA. V listopadu 1965 byl jmenován tajemníkem severočínského byra ÚV KS Číny.
Roku 1966 s vypuknutím kulturní revoluce byl odvolán z funkcí a pronásledován. Roku 1972 byl rehabilitován a jmenován zástupcem velitele Šenjangského vojenského okruhu. V červnu 1973 byl přeložen na místo velitele Sinťiangského vojenského okruhu, druhého tajemníka sinťiangského oblastního výboru KS Číny a místopředsedy sinťiangského revolučního výboru. Na X. sjezdu KS Číny v srpnu 1973 byl zvolen členem ústředního výboru (znovuzvolen na následujících sjezdech 1977 a 1982). V září 1977 byl přeložen do Pekingu na místo zástupce náčelníka generálního štábu ČLOA.
V březnu 1978 byl zvolen poslancem Všečínského shromáždění lidových zástupců a i členem jeho stálého výboru. V únoru 1979 byl jmenován zástupcem generálního sekretáře ústřední vojenské komise (do září 1982) a od ledna 1980 byl i členem jejího stálého výboru. Na XII. sjezdu KS Číny v září 1982 byl zvolen tajemníkem sekretariátu ústředního výboru.
Dne 6. ledna 1983 zemřel v Pekingu.